# 马赛的根拿丢
马赛的根拿丢（ 或 ，亦作 ，卒于约496年），5世纪教会司铎和历史学家。其代表作 De Viris Illustribus（意即“名人传”，"Of Illustrious Lives"），记载了超过九十位当时基督教人物的生平，是耶柔米同名作品的续篇。

## 生平
根拿丢是马西拉（Massilia，即今马赛）的司铎，与教宗哲拉修一世同时代。在《名人传》的最后一篇传记中，他写道：
“我，根拿丢，马西拉的长老，写了反对异端八卷，反对聶斯脫里五卷，反对歐廸奇十卷，反对伯拉纠三卷，论若望默示錄千禧年一篇，书信一封达罗马城的主教哲拉修论信德。”
傑拉一世于492年至496年间在位，因此根拿丢肯定生活在第5世纪末期。

## 著作
根拿丢精通希腊语，对东西方教会不论正统或异端的著作都很了解。他勤于文献的整理，亦长于考据。

### 《名人传》
《名人传》（De Viris Illustribus）公认的版本大约完成于495年，包括了392年至495年间的愈九十位教会人物的简短介绍。这是一份非常重要的文献，其中对许多教会著述家的记载是关于他们的唯一史料。
这部著作是耶柔米同名作品的续篇，耶柔米在其著作中为一百三十五位基督教人物作了简短的传记，并介绍了他们的主要著作；它是第一部教父学著作，也是第一本基督教传记辞典。这本书因为其巨大的参考价值而在教会中普及，并使后人得以同样的体例续补此书：其中有耶柔米的弟子 Paterius 所作的续书，以及沙弗尼（Sophronius）希腊语译本。在这些续貂之作中，以根拿丢的续篇最为流行，当时普遍都认为这是耶柔米著作的第二部分，并且总是同他的作品一并抄写（后来印刷）。根拿丢所撰写的部分大约包括一百个人物，写作体例也与耶柔米接近。
不同的版本的 De Viris Illustribus 在章节编号时并不一致：在 Bernoulli 所编辑版本中，编号从 i 到 xcvii，其中还有诸如 xciib 的编号，等等；原始的编码则是从 cxxxvi 至 ccxxxii。传记编排的先后部分地按照年代的顺序，但其中也常有例外。
根拿丢在书中曾记载 Coelesyria 的刁多禄（Theodore of Coelesyria 或 Theodulus）“卒于三年前，齊諾在位期间”（一个版本），因此 Czapla 认为根拿丢的写作时间约在491年至494年之间。
现存的文本显示此书反复修订，曾经有他人对此进行增补修改而对未加以说明，此一做法中世纪很常见。包括 Richardson 和 Czapla 等在内的学者认为第 xxx 章（耶路撒冷主教约翰），第 lxxxvii 章（Victorinus），第 xciii 章（Caerealis of Africa）以及最后部分（第 xcv-ci 章）都不是原作。其他部分亦存疑。

### 其他著作
据根拿丢自述，其著作颇丰，然而其中许多现已不存：
- Adversus omnes hæreses libri viii.，《反对一切异端》八卷
- 五卷反对聶斯脫里
- 十卷反对歐廸奇
- 三卷反对伯拉纠
- Tractatus de millenio et de apocalypsi beati Johannis，论约翰启示录千禧年一篇
- Epistola de fide，书信，论信德，达与教宗聖傑拉一世
- 彭迪谷（Evagrius Ponticus）与 Timotheus Aelurus 著作的拉丁译本，已散佚。

### De Ecclesiasticis Dogmatibus
De Ecclesiasticis Dogmatibus（《论教会教义》）曾被认为是希波主教奥古斯丁的作品，现在一般公认其作者是根拿丢。长期以来，这部作品被结集在奥古斯丁的著作中。一些学者（Caspari, Bardenhewer, Czapla）认为这可能是根拿丢的八卷《反对一切异端》残片。在作品的最后部分，作者驳斥异端观点，且正面立论。

### 版本
De Viris Illustribus 由 J. Andreas (Rome, 1468) 编辑出版，J. A. Fabricius 辑入 Bibliotheca ecclesiastica (Hamburg, 1718)，另刊于 E. C. Richardson 的 Texte und Untersuchungen zur Geschichte der altchristlichen Literatur, xiv. (Leipzig, 1896)。亦见于耶柔米众多版本的著作中。
有 Richardson 的英译本，收入Nicene and Post-Nicene Fathers, 2nd ser., iii. 385-402。
在本笃会编辑的奥古斯丁著作版本里，Liber de Ecclesiasticis Dogmatibus 列为附录。

## 观点与态度
De Viris Illustribus 中有很多迹象表明作者系半伯拉糾主義者。书中对诸如 Fastidius(lvi)、若望伽先(Johannes Cassianus, lxi)和圣福斯督(Faustus of Riez, lxxxv)这样的半伯拉糾主義者持正面褒扬的态度；而申斥伯拉糾本人(xlii)和伯拉糾主义者埃克拉农的朱理安(Julian of Eclanum, xlv)为异端；对大公教会的奥古斯丁(xxxviii)和聖波羅斯貝亞奎且(lxxxiv)的评价则有失公允；甚至聖猶利一世亦被指为异端(i)。
在 De eccles. dogmatibus 书中亦常见半伯拉糾主義的倾向，或隐或显（诸如作者小心翼翼地回避原罪，坚持自由意志并否定预定，认为恩典仅居于次要辅助的地位，等等）。
根拿丢认为（类似后世一些教会作家，如托马斯·阿奎纳）所有的人，包括基督再来时仍然在世的人，都会死亡。这一说法虽然源自广为流传的教父传统，但他承认同样大公博学的教父亦否定之。
就人非物质部分的灵魂创造说和灵魂遗传说之间争议，根拿丢同意创造说。他不认为人的精神是肉体和灵魂以外的第三者，而只是灵魂的另一种称谓。
在 De Eccelsiasticis Dogmatibus 一书中，他认为除非异端施洗时拒绝奉父子灵之名，否则受异端洗礼者无须予以重洗。除了犯大罪而未获宽恕的人，他鼓励其他人每周都领圣体。而犯大罪者应当公开悔罪。他不否认私下补赎的充分性；但诸如更衣等外在的表明也是合宜的。他对每日都领圣体者既不褒扬也不谴责。恶系撒但所创造。虽然独身比结婚更好，但对婚姻的谴责则是摩尼教所为。再婚的信徒不得按立。教会当以殉道者的名字命名，殉道者的遗物当受敬礼。除受过洗礼的以外无人能得到永生；即使望教者，除非他们殉教，亦不能够。信徒无论何时都可以悔改，即使是在弥留之际。只有造物主知道我们内心隐秘的想法，撒但只是从我们的行为和表象才知道。恶人以神的名也能行神迹，人无须这些神迹亦可成圣。坚决地肯定人的自由意志，但良善的开端则归于上帝的恩典。他肯定人的自由意志，但指出一切善行的开端来自神的恩典，他论述所使用语言既不接近奥古斯丁，也不与伯拉糾主义相仿。